# Duškovci
Duškovci (cyr. Душковци) – wieś w Serbii, w okręgu zlatiborskim, w gminie Požega. W 2011 roku liczyła 295 mieszkańców.